# 无教派穆斯林
无教派穆斯林是指不属于一个明确伊斯兰教派的穆斯林。无教派穆斯林可以指向《古兰经》仪姆兰的家属第103节来捍卫这一立场，即要求穆斯林保持团结不要分离。在各种调查中，当问及其属于哪个教派时，这些穆斯林通常会自我认定为“只是一个穆斯林”。在获得明确的解释之前，这些穆斯林会自己对教义（包括经文和圣训）进行推理判断或考虑大多数伊斯兰学者的意见。在英语中，这种意识形态的穆斯林还有一个Just Muslim的称呼。

## 人口统计
在至少22个国家中至少五分之一的穆斯林为无教派穆斯林。根据皮尤研究中心的宗教信仰与公共生活项目，有着最多无教派穆斯林人口的国家是哈萨克斯坦，占比达到74%。报告还指出，在9个国家的穆斯林人口中，无教派穆斯林占多数（在另外3个国家占相对多数）：阿尔巴尼亚共和國 (65%)、吉尔吉斯共和國 (64%)、科索沃共和國 (58%)、印度尼西亚共和國 (56%)、馬利共和國 (55%)、波士尼亞與赫塞哥維納 (54%)、乌兹别克斯坦共和國 (54%)、亞塞拜然共和國 (45%)、俄罗斯聯邦 (45%)和奈及利亞聯邦共和國 (42%)。其它占比较高的国家是：喀麥隆共和國 (40%), 突尼西亞共和國（40％），幾內亞比索共和國（36％），烏干達共和國（33％），摩洛哥王國（30％），塞内加尔共和國（27％），查德共和國（23％），衣索比亞聯邦民主共和國（23％），賴比瑞亞共和國（22％），尼日共和國（20％）和坦尚尼亞聯合共和國（20％）。不过，这些数字可能会产生误导，应采取谨慎态度，因为其中大部分国家都有一个占主导地位的伊斯兰教派，如逊尼派和什叶派，还有一些缺乏竞争力的教派。这些国家的大部分穆斯林选择只认同自己是穆斯林，而不是自称属于一个特定的教派。

## 代表人物
- 贾迈勒丁·阿富汗尼[11]